# Dania na Zimowych Igrzyskach Olimpijskich 1964
Reprezentacja Danii na Zimowych Igrzyskach Olimpijskich 1964 w austriackim Innsbrucku liczyła dwóch zawodników. Obaj wystartowali w konkurencjach męskich. Był czwarty w historii start reprezentacji Danii na zimowych igrzyskach olimpijskich.

## Wyniki

### Biegi narciarskie

#### Bieg mężczyzn na 15 km
| Zawodnik      | Czas      | Miejsce | Źródło |
| ------------- | --------- | ------- | ------ |
| Svend Carlsen | 1:00:20.7 | 57.     | [ 1 ]  |

#### Bieg mężczyzn na 30 km
| Zawodnik      | Czas      | Miejsce | Źródło |
| ------------- | --------- | ------- | ------ |
| Svend Carlsen | 1:46:35.9 | 53.     | [ 2 ]  |

### Łyżwiarstwo szybkie

#### 1500 metrów mężczyzn
| Zawodnik    | Czas   | Miejsce | Źródło |
| ----------- | ------ | ------- | ------ |
| Kurt Stille | 2:17.4 | 30.     | [ 3 ]  |

#### 5000 metrów mężczyzn
| Zawodnik    | Czas   | Miejsce | Źródło |
| ----------- | ------ | ------- | ------ |
| Kurt Stille | 7:56.1 | 12.     | [ 4 ]  |

#### 10000 metrów mężczyzn
| Zawodnik    | Czas    | Miejsce | Źródło |
| ----------- | ------- | ------- | ------ |
| Kurt Stille | 16:38.3 | 9.      | [ 5 ]  |